# Jane Amsterdam
Jane Ellen Amsterdam (Filadélfia, 15 de junho de 1951) é uma ex-editora de revista e jornal americana. Após inúmeros editoriais de revistas durante a década de 1970, ela fez parte do periódico The Washington Post como editora de seção. Posteriormente, ela tornou-se editora fundadora da Manhattan, Inc. e foi amplamente destaada por torná-la uma revista dinâmica e vencedora do National Magazine Award. Mais tarde, ela se juntou ao New York Post, tornando-se a primeira editora de um grande veículo de imprensa da cidade de Nova Iorque. No New York Post, ela trabalhou para aumentar a credibilidade do jornal e os padrões de jornalismo. Quando ela deixou o Post em 1989, ela era uma das seis mulheres no país que editavam um jornal com circulação superior a 100 000 exemplares.

## Infância e educação
Amsterdam nasceu na Filadélfia, o terceiro de quatro filhos. Sua mãe, Fay, era dona de casa e seu pai, Morton, dentista e professor universitário. Ela foi criada em Bala Cynwyd, na Pensilvânia, e trabalhou para o jornal da escola. Ela frequentou o Cedar Crest College em Allentown, onde estagiou na revista Philadelphia.

## Carreira
Depois de se formar no Cedar Crest College em 1973, ingressou na Connecticut Magazine, onde trabalhou até 1976 como editora assistente, editora associada e editora executiva. Em 1976, ela se tornou a editora-gerente fundadora do New Jersey Monthly, que ela deixou no início de 1978 para se tornar editora da revista New Times, que fechou no final do ano.
Em 1979, ela foi editora no The American Lawyer por seis meses e, posteriormente, passou sete semanas como editora executiva da revista New York. Naquele mesmo ano, ela foi contratada pelo The Washington Post como editora da seção de estilo, onde trabalhou até 1983. No Post, ela colaborou com os repórteres Bob Woodward e Patrick Tyler em um artigo sobre alegações de práticas impróprias de ações do vice-diretor da CIA, Max Hugel, que renunciou no dia seguinte à publicação do artigo. Pouco depois, Amsterdam foi nomeado vice-editora de uma unidade de investigação do The Washington Post sob a direção de Woodward.

### Manhattan, Inc.
Em 1983, Amsterdam foi contratada por D. Herbert Lipson para começar a montar sua nova revista, Manhattan, inc. A primeira edição estreou em setembro de 1984. Depois de apenas quatro edições, ganhou o National Magazine Award de 1985 por excelência geral. Sob a direção de Amsterdam, a revista também foi finalista do National Magazine Award para a mesma categoria em 1986 e 1987 e para a categoria Single-Topic Issue em 1988. Amsterdam teve grande destaque pelo sucesso das revistas.
Um colega em Manhattan, Inc. lembrou: "um de seus grandes dons é que ela embala histórias para que as pessoas gostem de lê-las". Ela também tinha a reputação de ser difícil de trabalhar, passando por dois editores executivos antes da terceira edição. Em março de 1987, Amsterdam renunciou devido a uma disputa sobre o controle editorial, acusando Lipson de querer favorecer os anunciantes.
O editor da Fortune, John Huey, lista Amsterdã como uma influência formativa. O jornalista Ron Rosenbaum dedicou seu livro de 1987, Manhattan Passions, a Amsterdã.
Em janeiro de 1988, Amsterdam estreou na editora Alfred A. Knopf como editora sênior.[carece de fontes?]

### New York Post
Em maio de 1988, Amsterdam foi contratada pelo New York Post como editora e recebeu autonomia total sobre todas as seções do jornal, exceto a divisão editorial. Em seis meses, o periódico, famoso pelo jornalismo de tabloide e manchetes como "Corpo sem cabeça no Topless Bar", havia atenuado o sensacionalismo e aumentado as reportagens investigativas. Ela também supervisionou a estreia da nova edição de Post aos domingos, um recurso destinado a competir contra os tabloides concorrentes Daily News e Newsday, também de Nova Iorque; e trabalhou na resenha de livros e suplementos de viagem da seção. Dentro de um ano após sua contratação, Amsterdam foi forçada a sair pelo editor do Post, Peter Kalikow, que teria supostamente reclamado que a forma 'mais confiável de jornalismo' não estava ajudando a vender mais jornais.
Amsterdam foi membro da Sociedade Americana de Editores de Jornais, e atuou como juíza do National Magazine Awards em 1988 e 1989, e do Prêmio Pulitzer em 1989 e 1990. Cedar Crest College, sua alma mater, concedeu-lhe um diploma honorário em 1989. Em 1993, ela se tornou produtora sênior do programa da ABC News, Day One, antes de se aposentar dos veículos de comunicação. Nesse mesmo ano, ela assumiu a condução competitiva de carruagens.

## Vida pessoal
De 1985 a 2000, Amsterdam foi casada com o escritor Jonathan Z. Larsen, ex-editor-chefe do The Village Voice, com quem adotou um filho, Edward Roy, em 1990.